# Игнатанс, Висвалдис
Ви́свалдис Игната́нс (латыш. Visvaldis Ignatāns; 3 августа 1991, Даугавпилс, Латвийская ССР, СССР) — латвийский футболист, полузащитник клуба «Вентспилс».
Является воспитанником клуба «Вентспилс», в конце 2007 года в рядах клуба он дебютировал в Высшей лиге Латвии.
Летом 2009 года Висвалдис Игнатанс был отдан в аренду до конца сезона «Транзиту». А летом 2011 года он снова отправился в аренду, сроком на полгода, на этот раз в «Елгаву».